# Vitabergspredikan
VitaBergsPredikan är ett musikalbum från 1994 av Stefan Sundström och Apache. Skivan är utgiven av MNW och producerad av Mikael Herrström.

## Låtlista
| Nr  | Titel                                  | Längd |  |
| --- | -------------------------------------- | ----- |  |
| 1.  | Intro                                  | 0.28  |  |
| 2.  | Familjen Bra                           | 3.27  |  |
| 3.  | Latlåt från Farsta                     | 4.52  |  |
| 4.  | Vita väggar vita rum                   | 4.52  |  |
| 5.  | Visa om Marguerite och en död grävling | 4.38  |  |
| 6.  | Nån har slagit upp ett hål             | 4.57  |  |
| 7.  | Fånmåne                                | 4.53  |  |
| 8.  | Blåöga                                 | 3.20  |  |
| 9.  | Putte du måste stanna                  | 2.13  |  |
| 10. | Vad gör du i natt                      | 2.43  |  |
| 11. | Gubben Grå på semester                 | 4.35  |  |
| 12. | Visa 40 veckor innan mars              | 4.28  |  |
| 13. | För ingens ögon till                   | 5.56  |  |
| 14. | VitaBergsPredikan                      | 3.26  |  |

All text och musik av Stefan Sundström, utom "Latlåt från Farsta" (text och musik: Ulf Dageby och Stefan Sundström) och "Putte du måste stanna (text: Stefan Sundström, musik: Mats Hedén och Stefan Sundström).

## Medverkande musiker
- Stefan Sundström - sång, akustisk gitarr
- Ola Nyström - elgitarr, akustisk gitarr, mandolin, banjo
- Mats Hedén - orgel, piano, dragspel
- Anders Hernestam - trummor, slagverk
- Stefan Axelsen - elbas, kontrabas
- Johan Johansson - akustisk gitarr
- Peter Sjölander - akustisk gitarr
- Karin Renberg - kör, akustisk gitarr
- Mikaela Martna - steel guitar
- Eva Hillered - kör
- Diana Andersson - kör
- Mikael Herrström - kör